# 賽克斯冰川
77°35′S 161°32′E / 77.583°S 161.533°E
賽克斯冰川是南極洲的冰川，位於維多利亞地的阿斯加德山脈地區，由新西蘭南極名稱委員會命名，以該國電影監製命名。